# Wheels
Wheels – EPka wydana przez zespół Cake w roku 2005. Została wydana na amerykańskim serwisie iTunes. Kilka utworów z płyty oraz trochę grafiki zostało użyte na kompliacji utworów zespołu pt. "B-Sides and Rarities" .

## Spis utworów
1. "Wheels" – 3:18
2. "No Phone" – 3:52
3. "Daria" – 3:43
4. "Excuse Me (I've Got a Headache)" – 2:22
5. "Ruby Don't Take Your Love To Town" – 2:58